# Web 1.0
Web 1.0 er et retronym og refererer til første generation af  internetsteder, der kan karakteriseres som udelukkende informationsdistribution og formidling af viden. Det er en-til-mange kommunikation, hvor indholdet kun kan skrives og ændres af administratoren. Brugerens rolle er passiv, idet Web 1.0 ikke muliggør interaktion eller mulighed for at være medproducent.
Eksempelvis er Tivoli.dk en web 1.0 hjemmeside, da den ikke er platform for interaktion og medproduktion. Web 1.0 lægger sig dermed ind under transmissionsparadigmet. 